# 俞氏梅花草
俞氏梅花草（学名：Parnassia yui）为卫矛科梅花草属下的一个种。

## 扩展阅读
- 維基物種上的相關：俞氏梅花草